# Wladimir Anatoljewitsch Schamanow

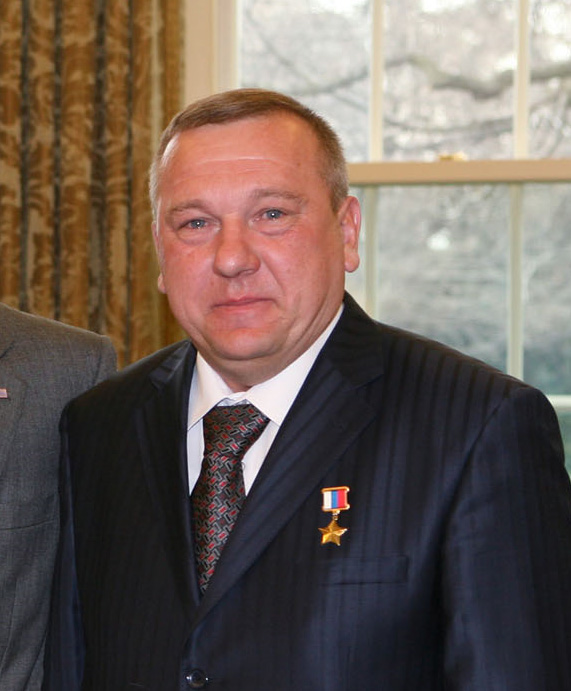
Wladimir Schamanow (2007)

Wladimir Anatoljewitsch Schamanow (russisch Владимир Анатольевич Шаманов; * 15. Februar 1957 in Barnaul) ist ein russischer Offizier und Politiker. Das Vorgehen der von ihm kommandierten Militäreinheiten in den Tschetschenienkriegen und die damit verbundenen Opfer unter der tschetschenischen Zivilbevölkerung brachten ihm vonseiten unabhängiger Beobachter, Presseberichterstatter und Menschenrechtsgruppen wiederholt den Vorwurf schwerer Verletzungen des Kriegsvölkerrechts ein.

## Biografie

### Militärischer Werdegang
Wladimir Schamanow absolvierte die Offiziershochschule der Luftlandetruppen in Rjasan. Nach ihrem Abschluss im Jahr 1978 fungierte er bis Mitte der 1990er Jahre als Kommandeur verschiedener Truppenteile, darunter des 104. Garde-Luftsturmregiments der 76. Garde-Luftsturmdivision in Pskow. Nachdem er 1989 die Frunse-Militärakademie abgeschlossen hatte, diente er u. a. als stellvertretender Kommandeur des 300. Fallschirmjägerregiments der 98. Garde-Luftlandedivision in Iwanowo und als Kommandeur des 328. Garde-Fallschirmjägerregiments der 104. Garde-Luftlandedivision. Von Juli 1994 bis September 1995 war er stellvertretender Kommandeur der 7. Garde-Luftsturmdivision. Nachdem Schamanow 1998 die Generalstabsakademie der Streitkräfte Russlands abgeschlossen hatte, war er zunächst Chef des Stabes bzw. Erster Stellvertretender Kommandeur des Moskauer Militärbezirks und seit August 1999 Befehlshaber des Nordkaukasischen Militärbezirks. Nach einem „Zwischenspiel“, u. a. als Gouverneur der Oblast Uljanowsk von 2001 bis 2004, dient er seit November 2007 als „Kontraktoffizier“ wieder in den russischen Streitkräften. Per Dekret des russischen Präsidenten vom 24. Mai 2009 wurde er zum Oberbefehlshaber der Luftlandetruppen ernannt. Seit 2012 ist er Generaloberst. Schamanow ist überdies Träger höchster russischer Auszeichnungen und Held der Russischen Föderation.

### Kommandeur in den Tschetschenienkriegen
Wladimir Schamanow war im Ersten und Zweiten Tschetschenienkrieg eingesetzt, wo er im Ruf stand, ein „Schlächter des tschetschenischen Volkes“ zu sein. In seinen Bemühungen, Territorium zu sichern und den Feind zu vernichten, kümmerte er sich kaum um so genannte Kollateralschäden unter unbeteiligten tschetschenischen Zivilisten. Seiner Logik zufolge war jede Zivilperson, die nicht bereit war, tschetschenische Kämpfer, selbst Väter, Söhne und Brüder, an die Russen zu verraten, gleich zu behandeln wie der Feind und daher zu vernichten. Mit dem von ihm autorisierten brutalen Vorgehen seiner Streitkräfte erwarb er sich auch den Ruf, ein Mann zu sein, der seine Mission erfolgreich zu Ende brachte.
Im Zweiten Tschetschenienkrieg agierten seine Truppen nicht minder brutal und ihr Kommandierender unternahm nichts gegen „Pannen“, die sich in seinem Kommandobereich ereigneten, wie beispielsweise den Fliegerangriff auf tschetschenische Zivilisten, denen die russischen Streitkräfte zuvor die Ausreise in eine Nachbarrepublik gestattet hatten. Pavel Felgenhauer, ein für die unabhängige russische Tageszeitung Nowaja gaseta arbeitender Militäranalytiker, urteilte im März 2000, dass Putin und die Spitze seiner Militärführung allein durch den von ihnen autorisierten Einsatz von Aerosol- und 1.500-Kilogramm-Bomben, Raketenwerfern des Typs TOS-1 sowie von Raketen des Typs SS-21 „Totschka-U“ in Kriegsverbrechen involviert seien. Bis dahin hatte der Krieg bereits mehrere tausend tschetschenische Zivilisten das Leben gekostet. Überdies waren zahlreiche „verdächtige“ Tschetschenen vom russischen Militär in so genannten „Filtrationslagern“ interniert worden, wo nicht wenige von ihnen gefoltert und ermordet wurden. Schamanow tolerierte auch diese Lager in seinem Machtbereich.
Human Rights Watch forderte die Internationale Gemeinschaft im Juli 2007 dazu auf, gegenüber der russischen Regierung darauf zu bestehen, Ermittlungen gegen Schamanow einzuleiten. Diese Aufforderung beruhte auf einem Prozess vor dem Europäischen Gerichtshof für Menschenrechte, in dem die Verantwortlichkeit Schamanows für den „massive use of indiscriminate weapons [dt.: „unterschiedslose Waffen“]“ und damit verbunden einer Reihe von zivilen Opfern anlässlich einer von ihm kommandierten russischen Militäroperation im südwestlich von Grosny gelegenen Katyr-Jurt im Februar 2000 zutage getreten war. Zuvor hatte sich bereits das Europäische Parlament in einer Entschließung anlässlich einer Sitzung am 19. Januar 2006 auf diesen Prozess bezogen. Darin forderte es im Punkt 13 (von insgesamt 22)

„… die russischen Behörden auf, die Ermittlungen und Strafverfahren gegen Generalmajor Wladimir Schamanow und Generalmajor Jakow Nedobitko wieder aufzunehmen, die beide vor Gericht gestellt und für die Dauer der Ermittlungen ihrer Funktionen enthoben werden sollten, da sie vom Europäischen Gerichtshof für Menschenrechte der unterschiedslosen Bombardierung tschetschenischer Zivilisten in Katyr-Jurt im Februar 2000 für schuldig befunden wurden;“

Ähnlich wie in Katyr-Jurt war auch ein Einsatz von Schamanows Truppen Ende November/Anfang Dezember 1999 in Alchan-Jurt, südwestlich von Grosny, verlaufen. Schamanows Männer hatten nach der Vertreibung tschetschenischer Rebellen die Dorfbewohner systematisch ausgeplündert und dabei mindestens ein Dutzend von ihnen ermordet. Human Rights Watch hatte die Vorkommnisse in Alchan-Jurt bereits im April 2000 in einem ausführlichen Bericht dokumentiert. Am 8. Juni 2001 wandte sich die Organisation wegen dieses Massakers in einem offenen Brief an den US-amerikanischen Präsidenten George W. Bush. Darin wurde er aufgefordert, darauf zu drängen, dass in Russland eine Untersuchung gegen Schamanow eingeleitet werde, der – so der dargestellte Sachverhalt – von Bewohnern von Alchan-Jurt um Hilfe gebeten worden war, aber nichts getan hatte, um das Massaker zu stoppen.

### Kommandeur im Kaukasuskrieg und Gouverneur von Uljanowsk
Bereits während des letzten Tschetschenienkriegs hatte sich Schamanow dafür ausgesprochen, den „verräterischen“ Georgiern, die in russischen Militärkreisen als heimliche Unterstützer der Tschetschenen galten, eine Lektion zu erteilen. Diese Gelegenheit erhielt er schließlich im August 2008, wo er während des Kaukasuskrieges Oberbefehlshaber der russischen Truppen in Abchasien war.
Schamanow setzte sich auch für den in Russland wegen Kriegsverbrechen verurteilten Juri Dmitrijewitsch Budanow ein, der während des Zweiten Tschetschenienkriegs die 18-jährige Elsa Kungajewa misshandelt und ermordet hatte – ein Verbrechen, das auch bei zahlreichen russischen Offizieren für Abscheu gesorgt hatte. Von 2001 bis 2004 war Schamanow Gouverneur der Oblast Uljanowsk, „one of the poorest, turned into a mere source of raw materials for big companies based elsewhere and, worse, into a rubbish tip for waste materials“, wie die mittlerweile ermordete russische Reporterin und Menschenrechtsaktivistin Anna Politkowskaja in einem ihrer Bücher schrieb. Dort heißt es über Schamanows Tätigkeit als Gouverneur weiter:

„Under him the crime bosses of Ulianovsk came out of the underground. Shamanov openly depended on them and was surrounded by ex-soldiers who had retrained as gangsters, a minor sideways movement in Russia. Shamanov himself was thoroughly stupid and incapable of managing civilians.
Wrapping themselves in democratic slogans and brandishing the support of Putin, these supposed helpmates of the state openly robbed, and continue to rob, the province, even though Shamanov has now been transferred to the presidential administration.“

### Oberbefehlshaber der russischen Luftlandetruppen
Nach seiner von den Medien als erfolglos bezeichneten Amtszeit als Gouverneur wurde Schamanow, mittlerweile im Rang eines Generalleutnants, Oberbefehlshaber der russischen Luftlandetruppen. In dieser Funktion handelte er sich im Herbst 2009 wegen des Missbrauchs seiner dienstlichen Stellung für private Zwecke eine Rüge von Verteidigungsminister Anatoli Serdjukow ein. Schamanow hatte zwei Gruppen Spezialeinheiten der Fallschirmjäger in eine Wodka-Fabrik beordert, die damals seinem Schwiegersohn gehörte. Dort sollten sie Ermittler der Moskauer Staatsanwaltschaft an einer Durchsuchung hindern. Für russische Verhältnisse eher ungewöhnlich an diesem Fall war laut Medienberichten auch, dass Beweise für Schamanows Missbrauch der ihm unterstellten Militäreinheiten an die Öffentlichkeit gelangten und in der Zeitung Nowaja gaseta veröffentlicht wurden.
Im Zusammenhang mit der völkerrechtswidrigen russischen Annexion der Krim wurde Schamanow am 12. Mai 2014 als Nummer 2 in die „Liste der Personen und Einrichtungen nach Artikel 1“ der „Verordnung (EU) Nr. 269/2014 über restriktive Maßnahmen angesichts von Handlungen, die die territoriale Unversehrtheit, Souveränität und Unabhängigkeit der Ukraine untergraben oder bedrohen“ aufgenommen. Als Begründung dafür wurde angeführt, dass Schamanow in seiner Funktion als „Kommandeur der luftgestützten russischen Truppen […] verantwortlich für die Stationierung luftgestützter russischer Streitkräfte auf der Krim“ gewesen sei. Der Europäischen Union waren hinsichtlich dieser Maßnahme in den folgenden Monaten einige weitere Staaten gefolgt, darunter Kanada und Australien, nicht aber die USA.

### Wechsel in die Politik
Den Kommandoposten als Oberbefehlshaber der Luftlandetruppen hatte Schamanow bis Oktober 2016 inne. Sein Nachfolger in dieser Funktion wurde Andrei Nikolajewitsch Serdjukow. Nach seiner Pensionierung wechselte Schamanow abermals in die Politik und wurde schließlich Vorsitzender des Verteidigungsausschusses der russischen Staatsduma. Als solcher übte er im Juni 2024 scharfe Kritik an der russischen Armeeführung, welche die in der Ukraine kämpfenden Truppen mit Uniformen minderer Qualität ausstatten würde. Die Soldaten seien gezwungen, für die Beschaffung von in qualitativer Hinsicht brauchbarer Kleidung selbst aufzukommen. Einem russischen Medienbericht zufolge habe Schamanow in einer Ansprache vor dem Unterhaus des russischen Parlaments das russische Militär wegen dieser Missstände gar mit einer „Partisanenabteilung“ verglichen.

## Haltung zur Ukraine
Angesichts der russischen „Spezialoperation“ in der Ukraine sprach Schamanow im russischen Staatsfernsehen von der Notwendigkeit, die Ukrainer nach der vollständigen Eroberung ihres Landes umzuerziehen, um solcherart alle Zeichen der Unabhängigkeit der „alten Ukraine“ zu tilgen. Das sei nötig, um „normale Bedingungen für künftige Generationen zu schaffen“. Die ukrainische Kultur nannte er in diesem Zusammenhang eine „Krankheit“ und sprach von einem Zeitraum von „etwa 20 bis 40 Jahre[n], [den es brauchen werde] um die Krankheit auszurotten“. Neben einer vollständigen Demilitarisierung des Landes sprach sich Schamanow ferner für ein Tribunal „wie bei den Nürnberger Prozessen“ aus, vor dem sich ukrainische Politikerinnen und Politiker sowie Medienschaffende nach Kriegsende verantworten müssten.